# Rosa 'Perla de Montserrat'
Perla de Montserrat (el nombre de la obtención registrada 'Perla de Montserrat') es un cultivar de rosa miniatura que fue conseguido en España en 1945 por el rosalista catalán P. Dot. Es una de las rosas más conocidas del mundo.

## Descripción
Perla de Montserrat es una rosa moderna de jardín cultivar del grupo Miniatura.
El cultivar procede del cruce de 'Cécile Brunner'  x 'Rouletii'.
Las formas arbustivas del cultivar tienen un porte erguido y alcanza de 15 a 30 cm de alto. Las hojas son de color verde claro y brillante.
Sus delicadas flores de una mezcla de color rosa son de tamaño medio de 1 pulgada, con 18 pétalos. Semi-dobles (9-16 pétalos). Forma flor pequeña. Florece en oleadas a lo largo de la temporada.
Esta rosa es popular entre los jardineros, ya que es muy espinosa, resistente y soporta la sombra. Es compatible con frío y resiste la enfermedad.

## Origen
El cultivar fue desarrollado en España por el prolífico rosalista catalán P. Dot en 1945.
Perla de Montserrat es una rosa híbrida diploide con ascendentes parentales de 'Cécile Brunner' x 'Rouletii'.
La obtención fue registrada bajo el nombre cultivar de Perla de Montserrat por P. Dot en 1945 y se le dio el nombre comercial de Perla de Montserrat.

## Cultivo
Aunque las plantas están generalmente libres de enfermedades, es posible que sufran de punto negro en climas más húmedos o en situaciones donde la circulación de aire es limitada.
Las plantas toleran la sombra, a pesar de que se desarrollan mejor a pleno sol. En América del Norte son capaces de ser cultivadas en USDA Hardiness Zones 6b a 9b.
La resistencia y la popularidad de la variedad han visto generalizado su uso en cultivos en todo el mundo.
Las flores son adecuadas para su uso como flor cortada. Tanto la forma de arbustos y estándar injertado pueden ser cultivadas en contenedores grandes.